# Tenchū

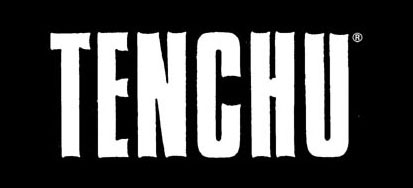
ㅤㅤㅤㅤㅤㅤ

Tenchū (天誅, Hán Việt: thiên tru) là tên series game hành động ẩn mật do hãng Acquire khai phá. Đây là loạt game về đề tài Ninja trong bối cảnh Nhật Bản thời phong kiến, trong đó người chơi hóa thân thành các nhân vật Ninja và Ku-no-ichi hành động ẩn mật, không để địch thủ phát hiện trong các nhiệm vụ của mình. Tên đầy đủ là Rittai Ninja Katsugeki Tenchū.
Mảng âm nhạc trong game do Asakura Noriyuki phụ trách, sử dụng nhiều Guitar, Violin và các nhạc cụ dân tộc, mang lại bầu không khí vừa cổ kính vừa hiện đại độc đáo cho game.
Series game này đã trải qua nhiều phiên bản cho các hệ máy console khác nhau như sẽ đề cập ở phần dưới.

## Tên gọi
Tenchū (thiên tru) là một danh từ trong tiếng Nhật, nghĩa là trời (thiên) phạt (tru). Danh từ này được sử dụng nhiều trong thời kỳ động loạn cuối đời Mạc phủ Tokugawa, khi đất nước này xảy ra nhiều xáo trộn về chính trị, các đảng phái đấu đá lẫn nhau. Trong bối cảnh đất nước bị người Tây phương uy hiếp, nội bộ nước Nhật có nhiều chia rẽ với các ý kiến chính trị trái chiều nhau, mà trong đó nổi bật là tư tưởng đánh đổ chính quyền phong kiến Mạc phủ để giành quyền lực lại cho Thiên Hoàng, tư tưởng học tập người Tây phương và tư tưởng thủ cựu cố gắng bảo vệ quyền lợi của Mạc phủ và giai cấp võ sĩ. Giữa những bất đồng không thể giải quyết bằng đàm phán như vậy, người ta chọn con đường bạo lực, ám sát lẫn nhau. Dĩ nhiên là không thể công khai giết người của đảng phái đối lập, nên các vụ ám sát thường xảy ra kín đáo, và được biết dưới một cái tên chung là "thiên tru" (tenchū).
Hoạt kịch (Katsugeki) là một danh từ trong tiếng Nhật, chỉ các tác phẩm diễn kịch, điện ảnh với trung tâm là những cảnh hành động, đấu võ, đấu kiếm. Đó là về bối cảnh lịch sử trong thực tế, còn trong series game Tenchū thì "thiên tru" ám chỉ các nhiệm vụ ám sát ẩn mật của các nhân vật chính trong game. Khi cái ác, cái xấu lộng hành thì cần phải loại trừ nó ra khỏi xã hội để giữ vững đại nghĩa. Nhưng vì những lý do gì đó mà ngay cả vị lãnh chúa một phương cũng không thể công khai loại trừ cái ác, cái xấu, thì khi đó, lãnh chúa cần đến các Ninja thuộc hạ của mình. Ám toán mục tiêu và không để lại dấu vết gì, đó chính là "thiên tru".

## Khái yếu
Trong phiên bản đầu tiên của Tenchū thì người chơi vào vai chàng Ninja Rikimaru và Ku-no-ichi (Ninja nữ) Ayame, hai thuộc hạ của lãnh chúa Gōda Matsu-no-shin cai trị một phương để thực hiện các nhiệm vụ ám sát. Các phiên bản khác trong series còn cho phép người chơi điều khiển một số Ninja khác và một số nhân vật không phải là Ninja như sẽ đề cập ở phần dưới. Các phiên bản trong series có ít nhiều điểm dị biệt, nhưng nhìn chung đặc điểm lớn nhất của dòng game này là yếu tố hành động ẩn mật, khi địch không phát hiện ra sự tồn tại của người chơi thì có thể "nhẫn sát" (nhất kích tất sát) đối thủ.
Game được thiết lập bối cảnh là Nhật Bản thời Chiến quốc, có những nhân vật từng tồn tại trong lịch sử như Echigoya, nhà doanh nghiệp từ thời Edo, nhưng không nhất thiết theo đúng thực sử.

## Cấu thành series
- Rittai Ninja Katsugeki Tenchū (Lập thể Nhẫn giả hoạt kịch Tenchū): đây là bản game đầu tiên trong series, được phát hành cho hệ máy PlayStation vào ngày 26 tháng 2 năm 1998. Game do Acquire khai phá và được Sony Music Entertainment (SME) phát hành. Để tránh nhầm lẫn, hỗn đồng với các bản Tenchū sau thì bản game này còn được gọi là Shodai Tenchū (tiếng Nhật, nghĩa là Tenchū đời đầu) hoặc Tenchū 1. Bản game này gồm 8 màn chơi, với 2 nhân vật là Rikimaru và Ayame, mỗi nhân vật có 3 vị trí nhẫn sát khác nhau. Trước khi bản game này được phát hành, còn có bản trải nghiệm để chơi thử.
- Rittai Ninja Katsugeki Tenchū Stealth Assassins: thực chất thì đây là bản hải ngoại (tiếng Anh và các ngôn ngữ Âu châu) của bản Tenchū 1 nhưng được bổ sung thêm 2 màn chơi, chỉnh lý một số lỗi của bản trước và cải thiện logic chiến đấu, hành động của quân địch. Ngoài 2 màn chơi mới và những sửa đổi này thì không có gì khác biệt hơn so với Tenchū 1.
- Rittai Ninja Katsugeki Tenchū Shinobi Gaisen: được phát hành vào ngày 25 tháng 2 năm 1999, tròn một năm sau kể từ khi phát hành Tenchū 1. Bản game này có thêm 2 màn chơi mới từ Stealth Assassins, thay đổi opening movie, thêm các ngôn ngữ Anh, Phật Lan Tây (Pháp) và Y Thái Lợi (Ý) bên cạnh ngôn ngữ mặc định là tiếng Nhật. Ngoài ra phiên bản này còn có thêm chế độ chơi Tora-no-maki, cho phép người chơi tự tạo ra màn chơi của riêng mình và thực hiện các nhiệm vụ đã tạo ra.
- Rittai Ninja Katsugeki Tenchū Shinobi Hyakusen: phiên bản này được phát hành vào ngày 11 tháng 11 năm 1999. Khác với các phiên bản trước, Shinobi Hyakusen không có nội dung, mà người chơi chỉ đơn thuần là làm hơn 100 nhiệm vụ được người dùng khắp nước Nhật tạo ra từ chế độ chơi Tora-no-maki của Shinobi Gaisen. Hyakusen (bách tuyển) nghĩa là tuyển chọn 100. Đương thời, hãng Acquire có trưng cầu các màn chơi của người dùng Tora-no-maki trong Shinobi Gaisen trên khắp nước Nhật, chắt lọc được 100 màn hoàn chỉnh nhất và đưa vào bản Shinobi Hyakusen này. Nói một cách nghiêm mật thì ngoài 100 màn chơi thường, còn có thêm 22 màn chơi ẩn xuất hiện với những điều kiện nhất định. Tenchū Shinobi Hyakusen được đánh giá là game khó hoàn thành nhất trong series này, bởi nó có nhiều màn chơi ẩn mật mà người chơi bị xử thua cuộc nếu để địch thủ nhìn thấy sự hiện diện của mình. Ngoài ra, sự oái ăm của gamer khắp Nhật Bản khi tạo ra những màn chơi này cũng là một yếu tố ảnh hưởng đến độ khó của game. Trong Shinobi Hyakusen, người chơi không được chọn lựa nhẫn cụ (dụng cụ Ninja) như các phiên bản khác, mà chỉ giới hạn trong một số ít nhẫn cụ cơ bản như Kagi-nawa (móc dây), Shuriken (phi tiêu) và Makibishi (chông rãi). Người chơi phải vận dụng hết sự nhạy bén của các giác quan, óc quan sát, trí nhớ, tài phán đoán và mọi kỹ năng hành động ẩn mật, lén lút của mình để hoàn thành nhiệm vụ.
- Rittai Ninja Katsugeki Tenchū Ni (Tenchū 2): phiên bản cuối cùng của series trên hệ máy PlayStation. Được bán ra vào ngày 30 tháng 11 năm 2000, Tenchū 2 lần đầu tiên được Activision giành quyền phát hành từ tay SME. Nội dung của Tenchū 2 kể về câu chuyện 7 năm trước khi Tenchū bắt đầu, giải thích nguồn gốc vết sẹo trên mắt Rikimaru, cũng như nhắc đến sư huynh của Rikimaru và Ayame là Tatsumaru. Mỗi nhân vật trong Tenchū 2 có 7 vị trí nhẫn sát khác nhau. Ngoài ra còn có thêm nhiều yếu tố mới như kéo xác chết, thuật thủy độn, bơi lội và nhiều nhẫn thuật (Ninjutsu), nhẫn pháp (Nimpō) khác.
- Tenchū San (Tenchū 3): đây là phiên bản đầu tiên của series trên hệ máy PlayStation 2. Kể từ phiên bản này trở đi, K2 đã thay cho Acquire ở vị trí phát triển, khai phá. Tenchū 3 cho PS2 được phát hành vào ngày 24 tháng 4 năm 2003. Phiên bản Best có thêm đĩa đi kèm với một số video trong quá trình xây dựng game, gallery và video giới thiệu Tenchū Kurenai. Vì phần cứng PS2 vượt trội hơn hẳn PS nên đồ họa của Tenchū 3 cũng có bước cải tiến đáng kể so với các phiên bản trước. Người chơi cũng có thể điều khiển bằng cần Analogue nên nhân vật có thể xoay toàn diện. Bản thân Tenchū 3 cũng tồn tại nhiều điểm dị biệt giữa phiên bản trong nước Nhật và phiên bản hải ngoại. Phiên bản hải ngoại cho phép người chơi tùy chọn ngôn ngữ (âm thanh) là tiếng Anh và tiếng Nhật và được gọi là B-side. Hình ảnh khi Rikimaru chạy ở bản hải ngoại được thay đổi so với bản phát hành trong nước Nhật. Ngoài ra, ở bản hải ngoại thì nhân vật Tesshū được khoát thêm chiếc quần Tây ống dài thay vì chỉ đóng khố như ở bản quốc nội.
- Tenchū San~Kaiki no shō~: thực chất thì đây là phiên bản Tenchū 3 được phát hành cho hệ máy Xbox vào năm 2004. Thông qua Xbox Live, người chơi khắp Thế giới có thể kết nối với nhau để hợp tác, đối chiến qua các nhiệm vụ. Phiên bản này được phục hồi lại chức năng kéo xác chết vốn đã bị cắt bỏ ở bản Tenchū 3 cho PS2. Ngoài ra, bản cho Xbox còn có thêm 3 nhân vật mới và mỗi nhân vật có thêm 2 màn chơi mới mà bản cho PS2 không có. Đối với các nhiệm vụ đã có sẵn từ bản PS2 thì ~Kaki no shō~ còn có thêm một số đoạn movie mới, cũng như thêm nhiều nhẫn cụ mới. Trong phiên bản này, khi địch phát hiện ra người chơi thì sẽ thổi còi để gọi thêm đồng đội đến hỗ trợ. Nếu như phiên bản cho PS2 trong nước Nhật bị hạn chế những cảnh tàn khốc thì ở bản Xbox này càng đậm nét hơn. Khi nhân vật nhẫn sát địch thì thủ cấp của địch sẽ rơi xuống với một tỷ lệ nhất định, nhưng từ đó cũng phát sinh lỗi là không thể kéo lê những cái xác đã mất đầu.
- Rittai Ninja Katsugeki Tenchū San Portable: đây là phiên bản được phát hành cho hệ máy PSP vào năm 2009, dựa trên nền tảng Tenchū 3 ~Kaiki no shō~ trước đó. Đồ họa ở phiên bản này tương thích với màn hình 16:9 của hệ máy cầm tay này.
- Tenchū Kurenai: được K2 khai phá, From Software phát hành cho máy PS2 vào tháng 7 năm 2004, tháng 5 năm 2005 (bản Best). Ngoài ra, đến tháng 1 năm 2010 thì phiên bản cho hệ máy cầm tay PSP do Kurogane khai phá cũng được phát hành, tương thích với màn hình 16:9 và có thêm trang phục mới cho nhân vật.

Câu chuyện của Tenchū Kurenai xảy ra giữa khoảng thời gian của Tenchū 1 và Tenchū 3, xoay quanh sát thủ Rin, mang tính ngoại truyện và có liên quan đến Ayame. Lối chơi thì hoàn toàn giống với Tenchū 3, nhưng có sửa đổi một số điểm chưa hoàn thiện của nó. Về mặt thiết kế thì Tenchū Kurenai chịu khá nhiều ảnh hưởng từ loạt phim Jidaigeki trên truyền hình là Hissatsu Shigotonin, nói về những kẻ giết mướn trong xã hội Nhật Bản thời phong kiến, mà ban ngày hành nghề lương thiện nhưng đến đêm lại hóa thân thành những con quỷ giết người.
- Tenchū Shinobi Taizen: được K2 phát triển, From Software phát hành từ tháng 7 năm 2005. Đây là phiên bản cho PSP với nội dung mang tính ngoại truyện với 5 nhân vật: Rikimaru, Ayame, Rin, Tesshū và Onikage. Về hệ thống thì Shinobi Taizen giống với Tenchū 2, sử dụng nhạc nền của các bản 1~3, có thêm chế độ Tora-no-maki rất được ưa chuộng từ Tenchū Shinobi Gaisen và Tenchū 2, cho phép người chơi tự tạo ra nhiệm vụ của riêng mình. Bắt đầu từ tháng 11 năm 2009, người chơi có thể tải về phiên bản này cho chiếc máy PSP của mình, và đây cũng là phiên bản Tenchū cho PSP duy nhất có thể tải được cho đến hiện thời.
- Tenchū DARK SHADOW: do Polygon Magic phát triển, From Software phát hành cho hệ máy Nintendō DS vào tháng 6 năm 2006. Câu chuyện của game là phần tiếp theo của Tenchū 2, nhưng đây là phiên bản nhận được nhiều đánh giá tồi với đồ họa hời hợt và lối chơi thiếu sâu sắc. Phiên bản hải ngoại được đổi tên thành Tenchū Dark Secret.
- Tenchū Senran (Tenchū Thiên loạn): do K2 phát triển cho máy Xbox, From Software phát hành vào tháng 10 năm 2006. Trong phiên bản này, người chơi tự tạo ra nhân vật cho riêng mình và thực hiện nhiệm vụ do đầu lãnh Ninja lúc bấy giờ là Rikimaru yêu cầu. Tenchū Senran có thêm yếu tố mới là khái niệm mùi, các đòn nhẫn sát cách cửa lùa Shōji, nhẫn sát từ trần nhà, ném xác chết. Tenchū Senran có độ tự do cao, người chơi có thể đánh Atemi làm địch bất tỉnh, kéo lê, cất giấu ở mọi nơi và nhẫn sát cả những người đã bất tỉnh. Xác chết của địch thì có thể ném ở bãi vứt rác, ném vào hầm phân bón.
- Shadow Assault ~TENCHU~: game do Fromsoftware phát triển và phát hành cho máy Xbox 360 vào tháng 10 năm 2008. Khác với lối chơi truyền thống, nhân vật không thể sử dụng vũ khí mà dùng các nhẫn cụ được bố trí sẵn trong màn để đặt bẫy hạ địch.
- Tenchū 4: game do Acquire phát triển, From Software phát hành vào tháng 10 năm 2008 cho hệ máy Wii, tháng 2 năm 2009 cho máy PSP và phiên bản Tenchū 4 Plus cũng cho máy PSP vào tháng 2 năm 2010. Câu chuyện xảy ra sau sự kiện trong Tenchū 3 đã trôi qua được 1 năm, quyền khai phá Tenchū 4 lại trở về tay Acquire với một loạt thay đổi nhân sự, từ giám đốc cho tới người thiết kế, diễn viên lồng tiếng. Về lối chơi thì Tenchū 4 cũng có nhiều thay đổi đáng kể trong hệ thống. Theo dự định thì Tenchū 4, 5, 6 sẽ cấu thành bộ ba mới mẻ của series[1], nhưng cho đến năm 2014 thì vẫn chưa thấy thông tin gì cho bản Tenchū 5.

Ngoài các phiên bản kể trên thì dòng game Tenchū còn có một số ứng dụng cho điện thoại như Tenchū Ayame no shō (2004), Tenchū Ninjutsu kaiden (2005), Tenchū Sengoku Hiroku (2006), Tenchū Shinobi no hyōhō (2006); phiên bản cho máy Pachinko là CR Tenchū (2014).

## Các thương phẩm liên quan

### Sound track
- Rittai Ninja Katsugeki Tenchū (1998)
- Tenchū San Original soundtrack (2003)
- Tenchū Kurenai Original soundtrack (2004)
- Tenchū Senran Original soundtrack (2006)
- Tenchū 4 Original soundtrack (2008)

### Tiểu thuyết
- Tenchū~Yōma mōshū~ (1998)

## Chuyển nhượng bản quyền
Bản Tenchū đầu tiên trong series do hãng Acquire khai phá, phát triển năm 1998 và được Sony Music Entertainment (SME) phát hành. Khi Acquire đang phát triển Tenchū 2 nửa đường thì SME rút lui khỏi ngành công nghiệp game, lúc này Acquire thương lượng để mua lại bản quyền từ SME nhưng bất thành. Sau đó SME bán bản quyền Tenchū cho Activision nên kể từ phiên bản tiếp theo trở đi thì Acquire không còn ở vị trí phát triển nữa. Từ Tenchū 3 thì phần phát triển do K2 đảm trách, From Software phát hành ở thị trường Nhật Bản. Tháng 7 năm 2004, From Software có được bản quyền từ Activision, và từ Tenchū 4 thì Acquire đã trở lại vị trí nhà phát triển.

## Các nhân vật chủ chốt
- Rikimaru: xuất hiện ở tất cả các phiên bản, trừ Tenchū Kurenai. Rikimaru là đầu mục của phái Ninja Azuma, nhận được danh kiếm Izayoi truyền đời của phái này từ năm 18 tuổi. Với kỹ năng Ninja siêu quần và lòng trung nghĩa bất thối chuyển, Rikimaru trở thành cái bóng hoạt động tích cực nhất bên vị chúa của mình, là Ninja được chúa tin tưởng tuyệt đối. Là nhân vật lạnh lùng chững chạc, không bị lung lay trong quan điểm sống như một cái bóng, đôi khi cũng tỏ ra tâm lý và khi thấy điều phản lại với suy nghĩ luân lý của mình thì bộc phát tình cảm, không ai có thể chặn được. Trong Tenchū 1 và các bản liên quan như Stealth Assassin, Shinobi Gaisen thì Rikimaru dùng thân mình đỡ tảng đá để Ayame và Kiku chạy thoát sau khi đánh bại Minh vương. Một năm sau ngày biệt tăm tung tích, Rikimaru trở lại trong Tenchū 3 và là đầu lãnh chỉ huy nhiệm vụ trong Tenchū Senran.
- Ayame: nữ Ninja của phái Azuma, nhận Nhẫn thuật giai truyền (truyền hết tuyệt học Nhẫn thuật) của phái này năm 14 tuổi. Ayame là một thiên tài, không cần phải nỗ lực mà vẫn đạt được những thành tựu bạt quần. Tính cách phóng khoáng, không bị câu nệ vào hình thức, kiểu cách và truyền thống nên Ayame có những phát ngôn khó phù hợp với thời đại. Nhưng mặt khác cũng tỏ ra chu đáo, hết lòng vì người mình thương yêu.
- Tatsumaru: sư huynh của cả Rikimaru và Ayame, học trò của lão sư phụ Shiunsai. Tatsumaru đắc ý với nhẫn thuật bạt quần, lối chiến đấu bằng thể thuật (Taijutsu, quyền pháp tay không). Khi xảy ra nội loạn nhà Gōda trong Tenchū 2, Tatsumaru được sư phụ chọn làm đầu mục của đám Ninja trẻ và trao lại danh kiếm Izayoi, nhưng sau khi mất trí nhớ thì trở thành nhân vật chủ chốt của phe địch, quay lại sát hại sư phụ và đối đầu với các sư đệ…
- Azuma Shiunsai: lão Ninja đầu lãnh của phái Azuma, phục vụ lãnh chúa Gōda. Tên Shinobi của nhân vật này là Murasaki-maru. Tại thời điểm bắt đầu Tenchū 2, Shiunsai đã giao lại thanh kiếm Izayoi và quyền đầu lãnh cho học trò là Tatsumaru, sau bị đệ tử mất trí sát hại.
- Gōda Matsu-no-shin: lãnh chúa nhà Gōda, một minh quân không có lòng tham muốn với lãnh địa của kẻ khác mà chỉ biết chăm lo cho trăm họ.
- Sekiya Naotada: quan Gia lão nhà Gōda, coi sóc mọi việc trong nhà cùng chúa Gōda. Trong Tenchū 1 (và các bản nâng cấp như Shinobi Gaisen, Stealth Assassin), khi công nương Kiku bị bắt cóc thì Sekiya cảm thấy trách nhiệm nặng nề nên đã xin ẩn cư, nhưng đến các phiên bản sau lại thấy xuất hiện trong vai trò quan Gia lão.
- Công nương Kiku: con gái của lãnh chúa Gōda Matsu-no-shin, thương yêu Ayame như chị ruột của mình. Kiku cũng là mục tiêu bắt cóc, gây họa của Onikage qua các phiên bản.
- Onikage: Ninja huyền thoại được cho là đã 180 tuổi, đắc ý với cước lực bạt quần. Chỗ nào có loạn, chỗ đó có nhân vật này. Onikage tự xưng là Suzaku, trở thành một trong tứ thiên vương của nhóm Ninja Kagerō-za với mục đích gây đại loạn, làm đổ một lượng máu lớn để phục sinh chủ nhân là Minh vương. Onikage xuất hiện ở hầu hết các phiên bản, dùng nhiều thủ đoạn chỉ với một mục đích duy nhất là để Minh vương hồi sinh trên trần thế.
- Minh vương: chúa tể địa ngục, ma vương từ nơi tối tăm tái sinh trên trần thế, được biểu ký ở các phiên bản ngôn ngữ Tây phương là Meioh. Minh vương cũng là nhân vật giật dây Onikage trong Tenchū 1, Shinobi Gaisen.
- Echigoya: đại phú hào, thương nhân với tên họ đầy đủ là Echigoya Tokubei. Echigiya là kẻ có lòng tham không đáy, cho vay nặng lãi khiến đời sống trăm họ trong lãnh địa của chúa Gōda trở nên cơ cực. Nhưng vì là kẻ giảo hoạt nên không để lại chứng cứ gì, vì vậy mà Echigoya bị xử lý ngầm. Tuy mất mạng từ rất sớm trong bản Tenchū đầu tiên, nhưng tầm ảnh hưởng của Echigoya còn vươn dài đến các phiên bản sau.
- On (Oán): giáo tổ của tà giáo Vạn tự, kẻ đã nuốt viên đá trói buộc vào bụng nhằm điều khiển ý chí con người.
- Fujioka Tesshū: xuất hiện từ Tenchū 3, ban ngày là đại phu trị bệnh cho bá tánh, ban đêm trở thành sát thủ lấy mạng những kẻ không đáng sống trong xã hội. Nhân vật Tesshū được xây dựng dựa trên hình ảnh Tetsu niệm Phật và Fujieda Baian trong loạt phim Jidaigeki trên truyền hình về đề tài sát thủ ngầm.
- Rin: nhân vật chính của Tenchū Kurenai, là thiếu nữ xuất thân từ làng Hagakure. Năm 16 tuổi, Rin chứng kiến ngôi làng bị thiêu rụi, lại thấy Ayame xuất hiện ở đó nên quyết tâm săn lùng để báo thù…
- Shimada Eigorō: vệ sĩ của Echigoya, sử kiếm lẫn súng. Nhân vật này được thiết kế dựa trên hình ảnh một nhân vật phản diện trong bộ phim Jidaigeki của đạo diễn Kurosawa Akira là Yōjimbō (vệ sĩ).